# Čaršijska džamija (Zenica)
Sultan-Ahmedova džamija, poznatija kao Čaršijska džamija, je džamija koja se nalazi u centru Zenice (Federacija BiH, Bosna i Hercegovina). Džamija je nacionalni spomenik BiH.

## Istorija
Iznad ulaza je natpis (tarih); piše godina (arapski jezik) te ime i prezime onoga ko je obnovio ovu džamiju: han Abdulah Aziz. 
Dokument na turskom jeziku iz 1849./1850. godine sadrži informaciju o popravku ove džamije (za vrijeme vladavine sultana Abdula Medžida). Džamija je ponovo obnovljena 1872. godine, nakon velike poplave koja se desila u Zenici 1869. godine. Sljedeća  značajnija  obnova  uslijedjela je 1914. godine i nakon toga 1986./1987. godine; tada su bile izmijenjene elektroinstalacije, te rekonstruisan krov i rekonstruisan strop. Godine 1996. Islamska zajednica BiH i Bataljon Turske poslijeratno su obnovili ovu džamiju.

## Opis
Džamija je dimenzija oko 20,50×14,90 m. Unutrašnjost je jednoprostoran molitveni plato, trijema /kurs(u)/ćurs/ sa sjeverozapadne strane i kamene munare — visina bez alema (vrh munare) jeste 31 m. Džamija je natkrivena drvenom ravnom tavanicom, a spoljašnja strana pokrivena kosim četvorostrešnim krovom.
Oko džamije je manji harem sa nekoliko nišana (islamski nadgrobni spomenici) i osmougaoni nazovišadrvan (šadrvan je orijentalan, ukrašen višestran izvor vode) napravljen 1927. godine konstrukcije oslonjene na osam kvadratičnih stubova koji leže na betonskima bazama.
Pored džamije je prizemna kamena nazovimedresa, islamska škola (nenatkrivenoga središnjega, pravougaonoga, dijela; svejedno, ima kvadratičnu osnovu dimenzija oko 28×28 m; pokrivena je /okolni dio, ne-atrijum/ crijepom i krov je dvostrešan, dok je nepokriveni dio dimenzija 11,60×7,20 m i ima veliki kamen šadrvan; konstrukcija između je oslonjena na 24 drvena stuba).